# Karina Movsesjan
Karina Zadorozhny (původní jméno Movsesjan, * 18. ledna 1999[zdroj?], Kyrgyzstán) je česká biochemička, v letech 2015–2018 působila v laboratoři Masarykovy univerzity. Od roku 2018 studuje na Severozápadní univerzitě.

## Vzdělání a výzkum
Během studia na Prvním českém gymnáziu v Karlových Varech se intenzivně začala zabývat biochemií a molekulární biologií. V 16 letech se přestěhovala do Brna, aby mohla pracovat v laboratoři Lumíra Krejčího při Biologickém ústavu Lékařské fakulty Masarykovy univerzity.
Její výzkum se zabývá především proteinem RAD51 a s ním spojeným vznikem nádorových onemocnění. Již na střední škole svůj výzkum publikovala do mezinárodních vědeckých časopisů a získala za něj několik prestižních ocenění, například s ním zvítězila v soutěžích Intel ISEF 2017 a European Union Contest for Young Scientists. V roce 2018 byla zařazena do žebříčku Forbes 30 pod 30.
Zajímá se o výzkum stárnutí a za svůj hlavní cíl považuje prodloužení lidského života.
Od roku 2018 studuje matematiku a počítačovou vědu na Severozápadní univerzitě v Chicagu. Zde se zabývá výzkumem strojového učení pro detekci rakoviny a predikci přežití pacientů.

## Ocenění
| Rok  | Ocenění |
| ---- | --- |
| 2016 | vítězství v krajském a celostátním kole Středoškolské odborné činnosti v oboru biologie                              |
| 2016 | Česká hlavička, laureátka ceny SANITAS obor: Život a zdraví člověka                                                  |
| 2016 | cena Nadačního fondu Jaroslava Heyrovského                                                                           |
| 2017 | cena Učené společnosti České republiky v kategorii středoškolský student                                             |
| 2017 | vítězka Expo Science AMAVET                                                                                          |
| 2017 | dvě první místa na mezinárodní soutěži Intel ISEF 2017 v Los Angelesa zvláštní cena Dudley R. Herschbach SIYSS Award |
| 2017 | vítězka soutěže European Union Contest for Young Scientists (EUCYS)                                                  |